# Ripton
Ripton ist ein Town im Addison County des Bundesstaates Vermont in den Vereinigten Staaten mit 739 Einwohnern (laut Volkszählung von 2020).

## Geografie

### Geografische Lage
Die Ortschaft Ripton liegt inmitten der Green Mountains und umfasst einen Teil ihrer westlichen Bergkette. Der bewohnbare Anteil, größtenteils in der westlichen Hälfte der Town, bildet ein unebenes, aber nicht zerklüftetes Bergtal, das weitgehend bewaldet ist. Im Osten der Town befindet sich eine Gebirgskette mit einigen der höchsten Berge der Green Mountains:
- Bread Loaf Mountain, 1169 m (3835 feet)
- Wilson Mountain, 1152 m (3780 feet)
- Battell Mountain, 1061 m (3482 feet)
- Mount Roosevelt, 1012 m (3323 feet)
- Boyce Mountain, 933 m (3062 feet)
- Robert Frost Mountain, 766 m (2513 feet)

Durchflossen wird Ripton von einer Reihe von kleineren Wasserläufen, darunter der Dragon Brook und der Sparks Brook. Diese Wasserläufe vereinigen sich in zwei größeren Flüssen, Armen des Middlebury River.
Von der Gesamtfläche der Gemeinde sind 22.201 acres, entsprechend 8,984 km² (67,9 %) als Nationalpark ausgewiesen. Weitere 2310 acres, entsprechend 0,935 km² (7,1 %) gehören dem Middlebury College.

### Nachbargemeinden
Alle Entfernungen sind als Luftlinien zwischen den offiziellen Koordinaten der Orte aus der Volkszählung 2010 angegeben.
- Norden: Bristol, 6,8 km
- Norden: Lincoln, 4,4 km
- Osten: Granville, 17,3 km
- Südosten: Hancock, 8,7 km
- Süden: Goshen, 4,0 km
- Südwesten: Salisbury, 12,9 km
- Westen: Middlebury, 14,1 km

### Stadtgliederung
Neben der Hauptsiedlung, in der sich auch die Town Hall und der Ripton Country Store befindet, gibt es ein weiteres Siedlungsgebiet, das Bread Loaf. Es ist ein Sommercamp des Middlebury Colleges und hier finden seit 1919 Sommerkurse in der Graduiertenausbildung statt.

### Klima
Die mittlere Durchschnittstemperatur in Ripton liegt zwischen −8,3 °C (17 °Fahrenheit) im Januar und 19,4 °C (67 °Fahrenheit) im Juli. Damit ist der Ort gegenüber dem langjährigen Mittel der USA um etwa 12 Grad kühler. Die Schneefälle zwischen Oktober und Mai liegen mit mehr als fünfeinhalb Metern etwa doppelt so hoch wie die mittlere Schneehöhe in den USA, die tägliche Sonnenscheindauer liegt am unteren Rand des Wertespektrums der USA, im Zeitraum September bis Dezember sogar deutlich darunter.

## Geschichte
Ripton gehört zu den Flächen Vermonts, die erst im zweiten Besiedelungs-Schub erschlossen wurden. Durch seine Lage im Inneren der Green Mountains war zu erwarten, dass es wenig Ackerland gab, so dass es erst am 13. April 1781 vom Kongress von Vermont an Abel Thompson und 59 weiteren Interessenten mit einer Fläche von 24.000 acres (entsprechend etwa 96 km²) verkauft wurde. Das Land wurde aber nur zögerlich besiedelt; erst 1801 wurde der erste permanente Siedler, eine Familie, die im selben Jahr das erste Kind der Town zur Welt brachte, registriert. Zu diesem Zeitpunkt und in den nächsten Jahrzehnten wurde das Land in erster Linie zur Holzwirtschaft, erst in zweiter Linie zur Landwirtschaft genutzt.
Die ursprüngliche Fläche Riptons wurde 1815 durch ein Landstück von 6200 acres (etwa 25 km²) erweitert, den Nordteil der benachbarten Town Goshen; 1819 kamen weitere 1940 acres (ca. 775 ha) von Middlebury dazu, 1827 noch einmal 900 acres (ca. 360 ha) von Salisbury. Doch erst 1828 war die Bevölkerung so weit angewachsen, dass eine konstituierende Stadtversammlung stattfand.
Eine Anbindung an die Bahnlinien, die seit Ende der 1840er Jahre Vermont durchzogen, fand nicht statt, so dass die Region wirtschaftlich weitgehend auf Selbstversorgung eingerichtet war. So blieben Bürgerkrieg, Erster Weltkrieg, Weltwirtschaftskrise, New Deal und Zweiter Weltkrieg weitgehend ohne Einfluss auf die abgeschiedene Ortschaft. Die Abwanderung der Bevölkerung Riptons, offenbar insbesondere in die landwirtschaftlich mehr Erfolg versprechenden Gebiete im Westen, fand langsam, aber stetig zwischen 1880 und 1950 statt. Erst danach stieg die Zahl der Bewohner langsam wieder an.
Die Besiedlung der Fläche beschränkt sich auf das im Westen der Town gelegene Hochtal, das in den Bergketten der Green Mountains liegt. Rund zwei Drittel der Town umfassen aber gebirgige, nicht besiedelbare Landschaften, die zwischenzeitlich als Nationalpark touristisch genutzt werden.

### Einwohnerentwicklung
| Volkszählungsergebnisse – Town of Ripton, Vermont | Volkszählungsergebnisse – Town of Ripton, Vermont | Volkszählungsergebnisse – Town of Ripton, Vermont | Volkszählungsergebnisse – Town of Ripton, Vermont | Volkszählungsergebnisse – Town of Ripton, Vermont | Volkszählungsergebnisse – Town of Ripton, Vermont | Volkszählungsergebnisse – Town of Ripton, Vermont | Volkszählungsergebnisse – Town of Ripton, Vermont | Volkszählungsergebnisse – Town of Ripton, Vermont | Volkszählungsergebnisse – Town of Ripton, Vermont | Volkszählungsergebnisse – Town of Ripton, Vermont |
| Jahr                                              | 1800                                              | 1810                                              | 1820                                              | 1830                                              | 1840                                              | 1850                                              | 1860                                              | 1870                                              | 1880                                              | 1890                                              |
| ------------------------------------------------- | ------------------------------------------------- | ------------------------------------------------- | ------------------------------------------------- | ------------------------------------------------- | ------------------------------------------------- | ------------------------------------------------- | ------------------------------------------------- | ------------------------------------------------- | ------------------------------------------------- | ------------------------------------------------- |
| Einwohner                                         | -                                                 | 15                                                | 42                                                | 278                                               | 357                                               | 567                                               | 570                                               | 617                                               | 672                                               | 568                                               |
| Jahr                                              | 1900                                              | 1910                                              | 1920                                              | 1930                                              | 1940                                              | 1950                                              | 1960                                              | 1970                                              | 1980                                              | 1990                                              |
| Einwohner                                         | 525                                               | 421                                               | 237                                               | 194                                               | 231                                               | 207                                               | 131                                               | 187                                               | 327                                               | 444                                               |
| Jahr                                              | 2000                                              | 2010                                              | 2020                                              | 2030                                              | 2040                                              | 2050                                              | 2060                                              | 2070                                              | 2080                                              | 2090                                              |
| Einwohner                                         | 556                                               | 588                                               | 739                                               |                                                   |                                                   |                                                   |                                                   |                                                   |                                                   |                                                   |

## Wirtschaft und Infrastruktur

### Verkehr
Die Ortschaft ist über die Vermont State Route 17, die im südlichen Drittel die Town in Ost-West-Richtung durchquert, an den Straßenverkehr angeschlossen.

### Öffentliche Einrichtungen
Mit Ausnahme der üblichen städtischen Einrichtungen und der Grundschule verfügt Ripton über keine öffentlichen Einrichtungen. Das nächstgelegene Krankenhaus ist das Porter Medical Center in Middlebury.

### Bildung
Ripton gehört mit Bridport, Cornwall, Middlebury, Salisbury, Shoreham und Weybridge zum Addison Central School District.
In der Ortschaft ist eine sechszügige Grundschule mit Kindergarten, die Ripton Elementary School, angesiedelt. Für alle weiterführenden Schulabschlüsse müssen die umliegenden Gemeinden, insbesondere Middlebury, angefahren werden.

## Persönlichkeiten

### Söhne und Töchter der Stadt
- Hunter Lovins (* 1950), Juristin, Soziologin und Politikwissenschaftlerin; Trägerin des Right Livelihood Awards 1983

### Persönlichkeiten, die vor Ort gewirkt haben
- Robert Frost (1874–1963), Dichter. Lehrte an der Bread Loaf School of English